# Lago di Lesina
Lago di Lesina [làgo di lèzina]), je laguna v Jadranskem morju, na severni obali polotoka Gargano, 9 km (v zračni črti) zahodno od lagune Lago di Varano. Upravno spada pod italijansko deželo Apulija (pokrajina Foggia). Zavzema skupno 51,4 km².
Laguna je 22 km dolgo in 2,3 km široko jezero, ki ga dva kanala povezujeta z morjem. Nastala je zaradi pritokov, ki se stekajo vanjo in ki jim je izliv v morje otežkočen. Laguno namreč zapira proti morju 16 km dolga peščena sipina, ki je porasla z drevjem. Poleg tega se tudi obala lagune stalno kruši in pogreza, kar še bolj širi zalito ozemlje.
Višina vode v laguni niha med 0,6 in 1,8 metri, odvisno od letnega časa, saj se stekajo vanjo številni potoki. Prav zaradi obilnega dotoka sladke vode je laguna zelo bogata z ribami. Predvsem je treba omeniti jegulje, ki so glavni vir dohodkov občine Lesina.